# گردان‌های پلیس نظم
گردان‌های پلیس نظم تشکیلات نظامی اوردنونگس‌پولیتزای (پلیس یونیفورم‌پوش متحدالشکل) در دوران آلمان نازی بودند.
در طول جنگ جهانی دوم، این گردان‌ها تابع اس‌اس بودند و در مناطق تحت اشغال آلمان، به ویژه مناطق پشت جبهه جنگی ارتش و مناطق تحت مدیریت مدنی آلمان مستقر شدند. در کنار تشکیلات دیگری چون آینزاتس‌گروپن و وافن اس‌اس، گردان‌های پلیس نظم مسئول کشتارهای یهودیان در جریان هولوکاست بودند و جنایات گسترده‌ای علیه بشریت و مردم غیرنظامی به اجرا گذاشتند.

## تاریخچه
پلیس نظم آلمان (اوردنونگس‌پولیتزای یا اورپو OrPo) یکی از ابزارهای اصلی دستگاه امنیتی آلمان نازی بود. در دوره پیش از جنگ، هاینریش هیملر، رئیس اس‌اس و کورت دالوگه، رئیس پلیس نظم، به همکاری پرداختند تا نیروی پلیس جمهوری ویمار به تشکیلاتی نظامی تبدیل و آماده خدمت به اهداف رژیم برای فتح سرزمین‌ها و پاکسازی نژادی شود. واحدهای پلیس در جریان انضمام اتریش به خاک آلمان و اشغال چکسلواکی شرکت کردند.

### حمله به لهستان

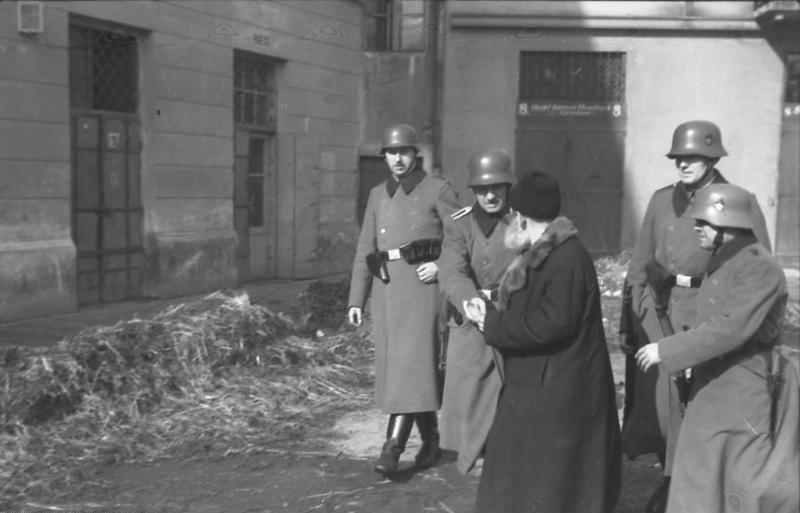
یکی از واحدهای پلیس نظم در جریان حمله ای به گتو کراکوف، ۱۹۴۱

نیروهای پلیس نخستین بار برای تشکیل حمله به لهستان به شکل گردان سازماندهی شدند. در لهستان آنها برای اهداف امنیتی و پلیسی مستقر شدند و در اعدام‌ها و تبعیدهای گسترده شرکت کردند. ۱۷ گردانِ نخست توسط اورپو در سپتامبر ۱۹۳۹ به همراه ارتش ورماخت در حمله به لهستان به کار گرفته شدند. این گردان‌ها از اسرای جنگی لهستانی مراقبت می‌کردند و با پیروی از سیاست لبنسراوم، لهستانی‌ها را از رایخس‌گائو وارته‌لاند اخراج می‌کردند. آن‌ها همچنین به عنوان بخشی از «اقدامات استقرار مجدد»، علیه هر دو جمعیت کاتولیک و یهودی دست قساوت‌هایی زدند. پس از پایان درگیری‌ها، این گردان‌ها - همانند گردان پلیس ذخیره ۱۰۱ - نقش نیروهای امنیتی را بر عهده گرفتند و در اطراف گتوهای یهودی نشین در لهستان اشغالی گشت می‌زدند (مسائل امنیتی درون گتوها توسط اس‌اس، اس دی و پلیس جنایی، با همکاری یودنرات حل و فصل می‌شدند).

### تهاجم به شوروی
در جریان عملیات بارباروسا در ۱۹۴۱، قرار بود تا ۲۳ گردان اورپو در حمله به اتحاد جماهیر شوروی شرکت کنند. از این تعداد، نه کردان به زیربخش امنیتی ورماخت پیوستند، و دو گردان نیز مسئول پشتیبانی از آینزاتس‌گروپن)، یا جوخه‌های مرگ سیار اس‌اس، و نیز اورگانیتزاسیون توت، گروه ساخت و ساز نظامی، شدند.
اهداف گردان‌های پلیس امنیت تأمین امنیت پشت جبهه‌های جنگ با توسل به نابود کردن بقایای نیروهای دشمن، محافظت از اسیران جنگی و محافظت از خطوط ارتباطی و تأسیسات صنعتی فتح شده بودند. به گفته دالوگه، دستورالعمل‌های آنها شامل «مبارزه با عناصر جنایتکار، و از همه مهم‌تر، عناصر سیاسی» می‌شد.
۳۰۰ گردان که هر کدام از آنها ۵۵۰ نفر را شامل می‌شدند، از استخدام نیروهایی که میان سال‌های ۱۹۰۵–۱۹۱۵ به دنیا آمده بودند، ایجاد شدند. آنها توسط متخصصان حرفه ای پلیس هدایت می‌شدند، و بسیار به ایدئولوژی نازیسم برآمده از یهودستیزی و ضدیت با بلشویسم باور داشتند. هنگ‌ها و گردان‌ها تحت فرماندهی پلیس‌های شغلی قرار گرفتند. هنگامی که این واحدها از مرز آلمان و شوروی عبور کردند، تحت کنترل رهبر اس‌اس و پلیس برای مناطق پشت مرز قرار گرفتند.